# Jefferson Davis
Jefferson Davis (Christian County, 3. lipnja 1808. – New Orleans, 6. prosinca 1889.), američki vojskovođa, političar, i državnik. Davis je najbolje zapamćen kao prvi i jedini predsjednik Konfederacije Američkih Država (1861. – 1865.) u vrijeme Američkog građanskog rata.

## Životopis

### Rani život i prva vojna karijera
Jefferson Davis je rođen 3. listopada 1808. godine na farmi i bio je najmlađe od 10 djece Samuela i Jane Davis. U mladosti mu se obitelj nekoliko puta selila. Godine 1812. trajno su se naselili u Wilkinson Country, Mississippi. Davis je 1813. godine započeo s obrazovanjem, zajedno sa sestrom Mary. Škola mu se nalazila nekoliko kilometara od kuće. Godine 1815. godine upisan je u Katoličku školu Sveti Toma Akvinski u Washington Countryju, Kentucky.
Kao kadet 1824. godine upisao se na Vojnu akademiju West Point u New Yorku. Godine 1828. diplomirao je na West Pointu i postao drugi poručnik. Dodijeljen mu je vojni rod pješadije i stacioniran je u utvrdi Fort Crawfordu.
Njegov prvi zadatak, 1829. godine, bio je nadgledanje siječe šume uz obalu rijeke Red River, za potrebe obnove utvrde. Krajem iste godine premješten je u Fort Winnebago, Wisconsin. Godine 1831. dobio je pneumoniju (upala pluća), pa je premješten nazad u Fort Crawford. Godine 1832. Davis je upućen u mjesto Galena, Illinois, kao zapovjednik odreda koji je trebao odvojiti rudare od zemlje koja je pripadala američkim indijancima.
Prvo borbeno iskustvo Davis je stekao služeći u Ratu Crnog Jastreba, 1832. godine Davis je osobno pratio Crnog Jastreba na putu u zatvor. Godine 1833. Davis je postao prvi poručnik. Godine 1834. premješten je u Fort Gibson.

### Vjenčanje, život na plantaži i ulazak u politiku
Dana 17. lipnja 1836. godine Davis je oženio Sarah Taylor, kćer pukovnika Zacharyja Taylora (kasnijeg generala i predsjednika SAD-a). Dana 30. lipnja 1836. godine Davis napušta vojsku. Od svog brata Josepha Jefferson je dobio plantažu u Mississippiju. Nakon svega tri mjeseca braka Sarah je umrla od malarije. Jefferson je plovio po svijetu, obišao između ostalog Havanu, na Kubi i grad New York. Zatim se vratio na plantažu i posvetio proizvodnji pamuka. U isto vrijeme studirao je i političke znanosti.
Godine 1843. Davis započinje političku karijeru. Natjecao se, kao kandidat Demokratske stranke, za zastupnika u senatu Mississippija, ali je poražen od Seargent S. Prentissa. U toku američkih predsjedničkih izbora 1844. Davis je kao demokrat putovao i skupljao potporu u Mississippiju za Jamesa Knoxa Polka i Georgea Mifflina Dallasa. Davis je 26. veljače 1845. godine oženio Varinu Howell.
Godine 1844. Davis je izabran u Američki senat.

### Druga vojna karijera
Godine 1846. započinje Američko-meksički rat (1846. – 1848.), Davis je u ratu vidio mogućnost proširenja SAD-a dalje na jug (Missouri kompromis), a time i proširenje broja država koje imaju robovlasnički sustav. U srpnju 1846. godine je dao ostavku na mjesto senatora i krenuo u rat s Meksikom. Dana 18. srpnja 1846. godine izabran je za pukovnika dobrovoljaca iz Mississippija. Sudjelovao je u bitci kod Monterreya, 21. – 23. rujna 1846. godine. Davis se proslavio u bitci kod Buena Viste, 22. – 23. veljače 1847. godine. O Davisovoj taktici u toj bitci pisalo se i u europskim novinama.
U svibnju 1847. godine Davis je odbio ponuđeno mjesto brigadnog generala i zapovjedanje brigadom milicije. Smatrao je da je to protuustavno i da imenovanje dužnosnika u miliciji ima pravo svaka savezna država zasebno, a ne savezna vlada SAD-a.

### Povratak u politiku
U srpnju 1847. godine Davis je napustio Meksiko i vratio se u senat. Ubrzo je Davis postao predsjednik Komiteta za vojne poslove. Iako je izabran ponovno u senat, Davis je 1851. godine dao ostavku u senatu u rujnu 1851. godine i kandidirao se za guvernera Mississippija. Izbori nisu bili uspješni za Davisa jer ga je porazio Henry Foote.
Iako je ostao bez političke funkcije, Davis se nastavio vrlo aktivno baviti politikom. U siječnju 1852. godine sudjeluje na konvenciji o pravima država (states rights)  koja se održala u gradu Jackson, Mississippi. U američkim predsjedničkim izborima 1852. godine Davis je držao izbornu kampanju u brojnim državama američkog Juga za demokratske kandidate Franklina Piercea i Williama Rufusa Kinga. Kada je Pierce 1853. godine postao predsjednik SAD-a, imenovao je Davisa za ministra rata SAD-a. Davis je četiri godine kao ministar unaprijedio i povećao vojsku. Nakon što je Pierceu istekao mandat 1857. godine, Davis je također prestao biti ministar. Iste godine Davis je pobijedio na novim izborima za senat. Davis je ponovo ušao u Američki senat 4. ožujka 1857. godine.
U novom mandatu Davis je zbog bolesti zamalo izgubio lijevo oko. U ljetu 1858. godine bio je na rehabilitaciji u Portlandu, Maine. U međuvremenu se zaoštravala borba između južnih robovlasničkih i sjevernih kapitalističkih država. Davis je bio protiv otcjepljenja južnih država i tražio politički kompromis.

### Vodstvo Konfederacije
Kada je Abraham Lincoln, žestoki protivnik ropstva, izabran u listopadu 1860. godine za predsjednika SAD-a, Južna Karolina se prva odcijepila od Unije. Iako je u praksi bio protiv otcjepljenja, zbog principa Davis je 21. siječnja 1861. godine proglasio otcjepljenje Mississippija i dao ostavku u senatu. Dana 25. siječnja 1861. godine Davis je proglašen vojnim generalom u Missippiju. Dana 9. veljače 1861. godine predstavnici konstituirajuće konvencije u gradu Montgomery, Alabama proglasili su Davisa privremenim predsjednikom Konfederativnih Država Amerike. Davis je inauguriran za predsjednika 18. veljače 1861. godine.
Davis je odmah odredio mirovnu komisiju za rješavanje spornih stvari s Unijom. Lincoln je odbio primiti izaslanstvo Konfederacije. Kada je Lincoln poslao oklopne brodove u utvrdu Fort Sumter, koja je bila pod vojskom Unije, Davis je naredio bombardiranje koje je započelo 12. travnja 1861. godine. Time je započeo Američki građanski rat. U svibnju 1861. godine glavni grad Konfederacije je postao Richmond, Virginia. Davis je premjestio svoju rezidenciju tamo 29. svibnja 1861. godine. Jefferson Davis je izabran za predsjednika Konfederacije 6. studenog 1861. godine, na rok od 6 godina. Svečano je inauguriran 22. veljače 1862. godine. Dana 31. svibnja 1862. godine imenovao je Roberta Edwarda Leeja za zapovjednika Vojske Sjeverne Virginije, najveće vojske Konfederacije na istočnom bojištu. U prosincu iste godine obilazio je vojsku na zapadu zbog podizanja vojnog morala.
Davis se ubrzo našao u nezavidnoj situaciji. Jug nije imao razvijeno gospodarstvo, vojsku, puteve, željeznicu i općenito nije bio spreman za dugotrajno ratovanje. Davisova vjerojatno najveća greška u vođenju rata je bila opsada grada Vicksburga. Iako se grad bilo nemoguće obraniti, Davis je dao direktnu naredbu Johnu Cliffordu Pembertonu da grad brani pod svaku cijenu, a ne evakuira. Vicksburg je pao u ruke Unije 4. srpnja 1863. godine.
Godine 1864. ratna se situacija pogoršala i Davis je posjetio Georgiju. Iste godine odobrio je plan kojim se predlagalo oslobođenje robova u Konfederaciji u zamjenu za službeno priznanje Konfederacije od strane Velike Britanije i Francuske. Iako je Francuska pokazala interes za prijedlog, Britanija ga je odbacila.

### Zatočeništvo i mirovina
U travnju 1865. godine Davis je zajedno s članovima kabineta pobjegao iz Richmonda, koji je bio pod opsadom. Nakon neuspješnog pokušaja bijega, Davis je uhićen u Georgiji 10. svibnja 1865. godine.
Dana 23. svibnja stavljen je u željezne okove. Iako je javno mišljenje na Sjeveru bilo za to da se Davisu omoguće bolji uvjeti u zatočeništvu, on je pušten uz jamčevinu tek u svibnju 1867. godine. Optužnica protiv Davisa za izdaju objavljena je u svibnju 1866. godine. Mnogi odvjetnici su Davisu besplatno ponudili svoje usluge za obranu. I sam Davis je priželjkivao suđenje. On je smatrao da nije učinio ništa loše i da svaka država u Uniji ima pravo na samostalnost. Do suđenja nikada nije došlo i optužnica je konačno odbačena 25. prosinca 1868. godine.
Nakon puštanja iz zatvora Davis je putovao u Kanadu, na Kubu i u Europu. Po povratku je radio kao predsjednik osiguravajuće tvrtke u gradu Memphis, Tennessee. Godine 1875. izabran je ponovo u Američki senat, ali u njega nije ušao i odbio je tražiti amnestiju i pomilovanje. Davis nikada nije povratio svoje državljanstvo. Državljanstvo mu je vraćeno postumno 1978. godine. Posljednje godine proveo je na malom imanju u blizini grada Biloxi, Mississippi. Povremeno je putovao u Europu i po nekim državama, npr. Alabami i Georgiji. Umro je u 81. godini života, 6. prosinca 1889. godine.

## Djela
Davis je napisao:
- The Rise and Fall of the Confederate Government, 1881. ("Uspon i pad Konfederacijske vlasti")
- A Short History of the Confederate States of America, 1889. ("Kratka povijest Konfederativnih Država Amerike")

## Zanimljivosti
- Davis se pojavljuje u tri rada s tematikom alternativne povijesti američkog romanopisca Harryja Turtledovea.
  - U seriji romana Southern Victory Unija bude poražena u građanskom ratu 1862. godine i kao rezultat toga, Konfederacija opstane kao neovisna država. Davis je ostao predsjednik Konfederacije do 1867. godine. Nakon još jednog uspješnog južnjačkog rata protiv Unije, Davis je 1882. godine bio jedan od osnivača vigovske stranke.
  - U kratkoj priči Must and Shall, Lincoln je ubijen 12. srpnja 1864. godine tijekom konfederalnog napada na sjevernjačke utvrde uokolo Washingtona. Nakon rata, osvetnički nastrojeni Sjevernjaci su dali objesiti čitavo političko i vojno vodstvo poražene Konfederacije, među njima i Davisa.
  - U romanu The Guns of the South, Konfederacija 1864. godine pobjedi u ratu uz pomoć južnoafričkih rasista koji su uz pomoć ukradenog vremeplova došli u prošlost iz 2013. godine kako bi osigurali nadmoć rasisičkih ideja u promijenjenoj budućnosti. Davis ostane predsjednik Konfederacije do 1867. godine, kada na njegovo mjesto bude izabran Robert Edward Lee. Lee postavi Davisa za ministra obrane u svojoj vladi.

## Vanjske poveznice
|  | Zajednički poslužitelj ima još gradiva o temi Jefferson Davis |